# Màu keo

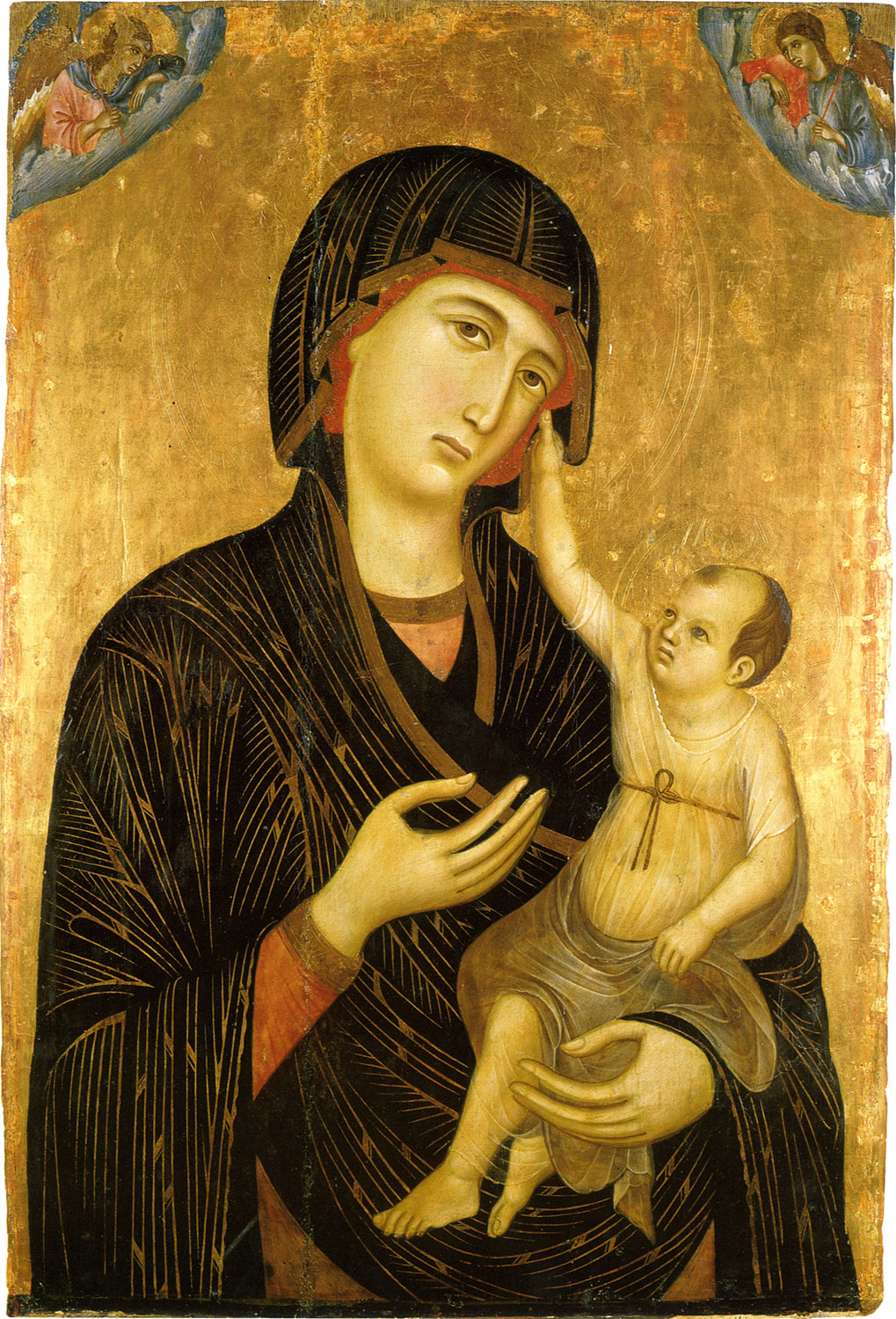
Madonna and Child của Duccio, tranh màu keo trứng và vàng trên gỗ, năm 1284, tại Siena, Ý

Màu keo (tiếng Anh: tempera, tiếng Ý: [ˈtɛmpera]) là một dạng màu nước mau khô, hỗn hợp của chất màu và các chất kết dính dễ hòa tan trong nước như lòng đỏ trứng.
Màu keo đã được sử dụng từ thời Ai Cập cổ để trang trí những cái quách.

## Hình ảnh

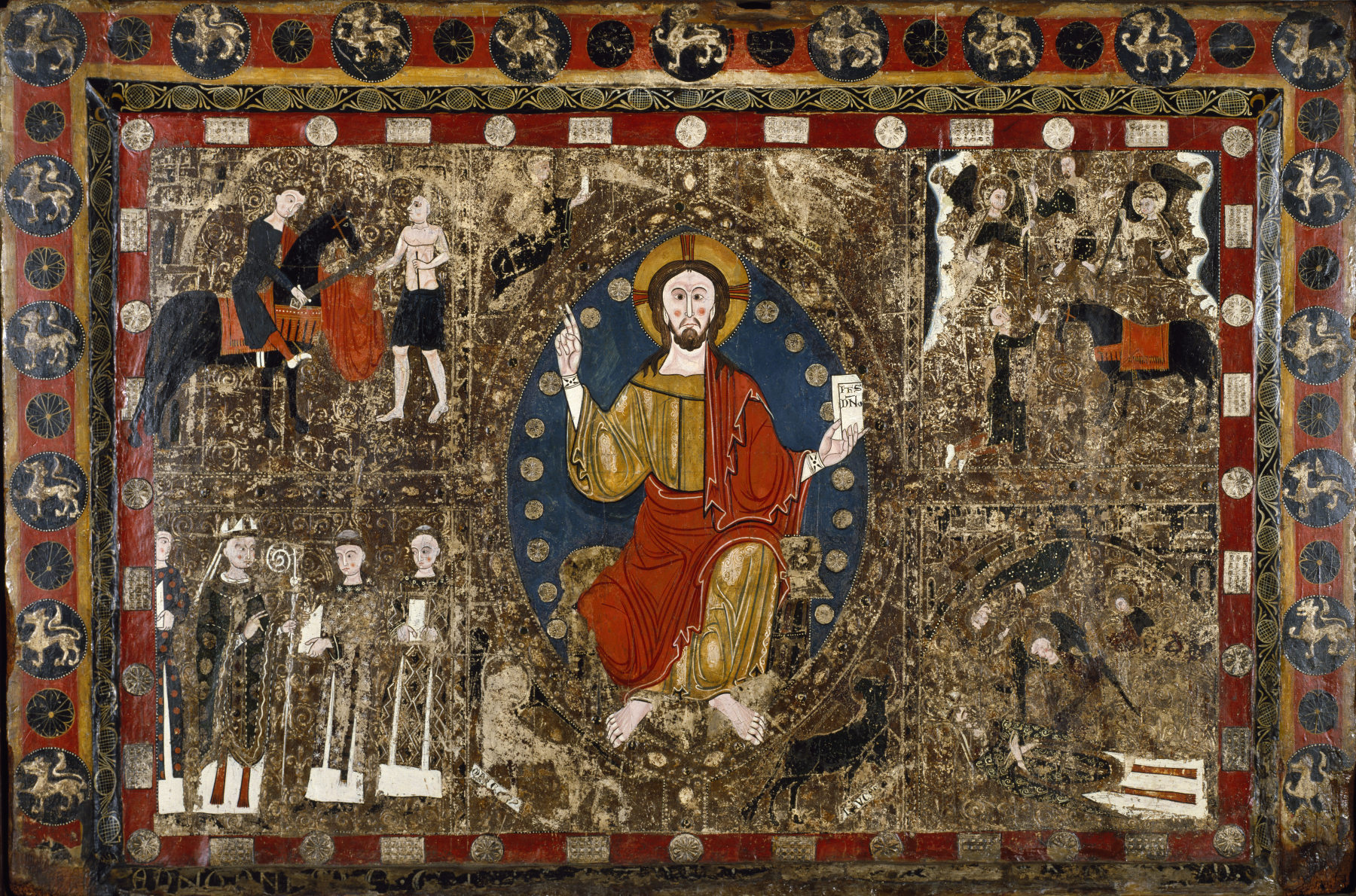
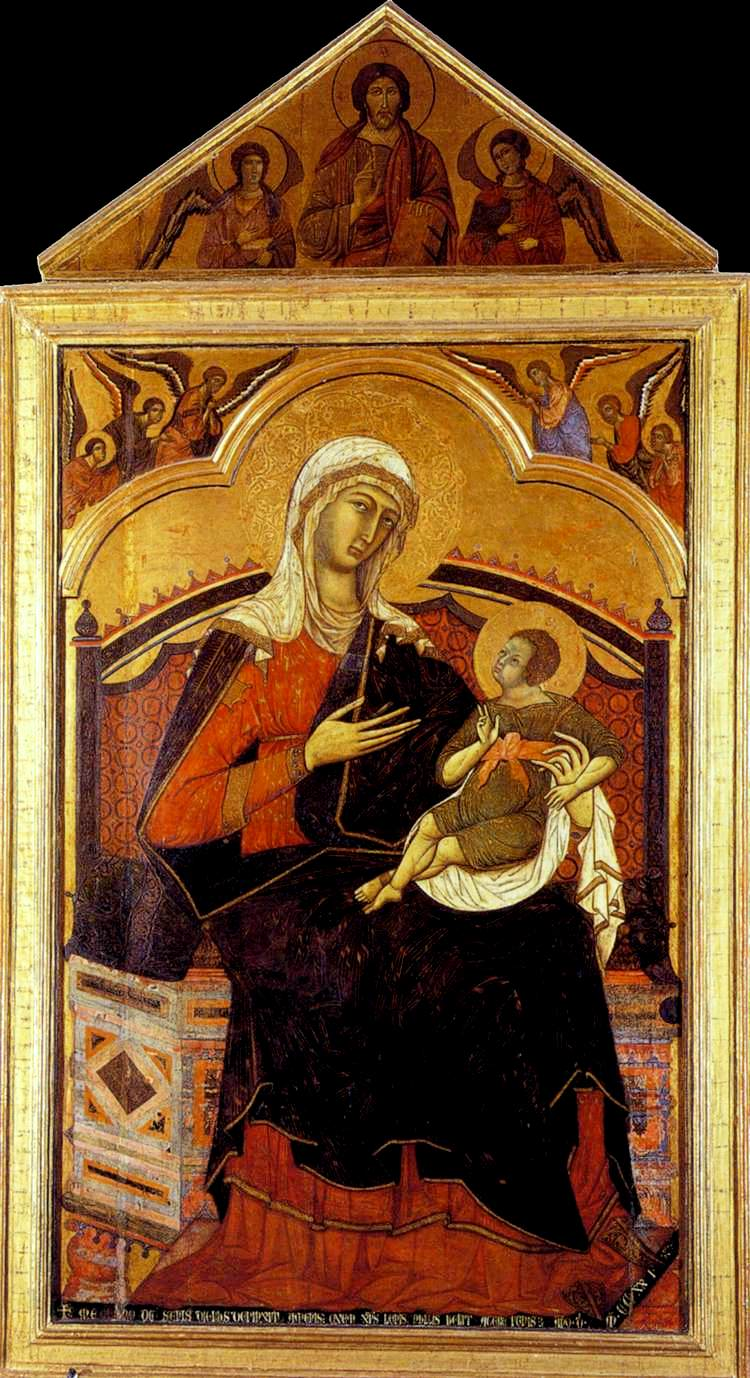
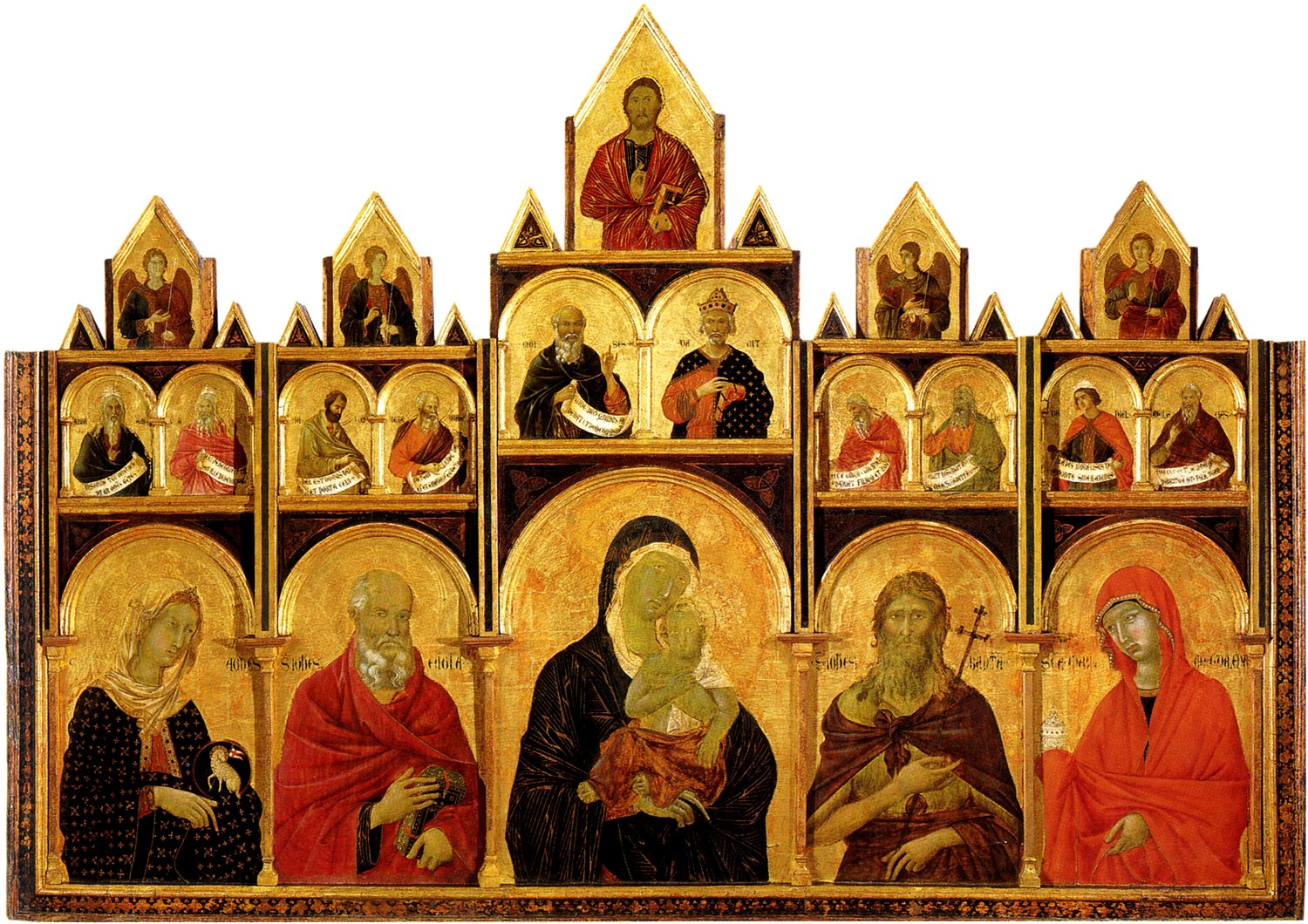
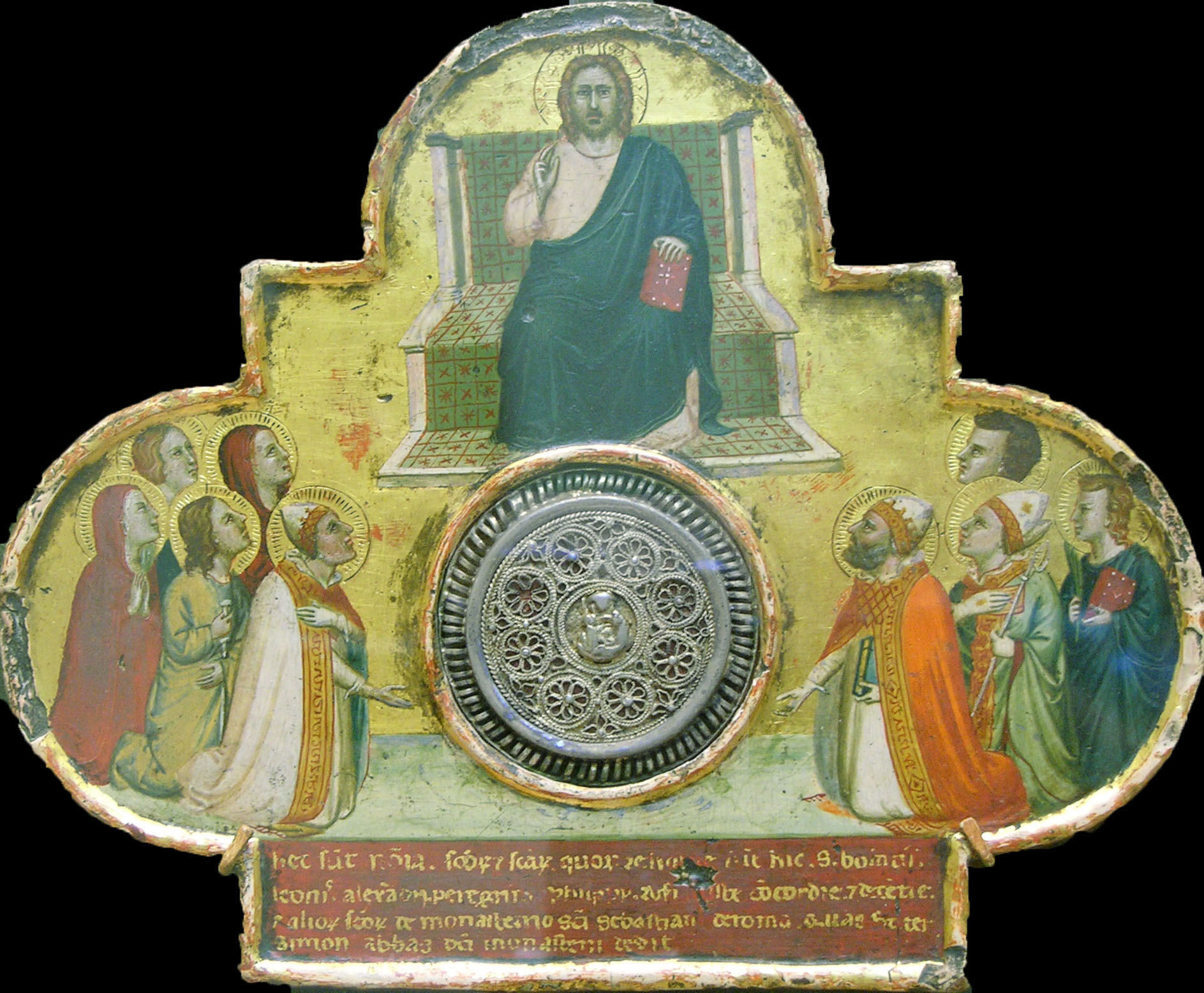
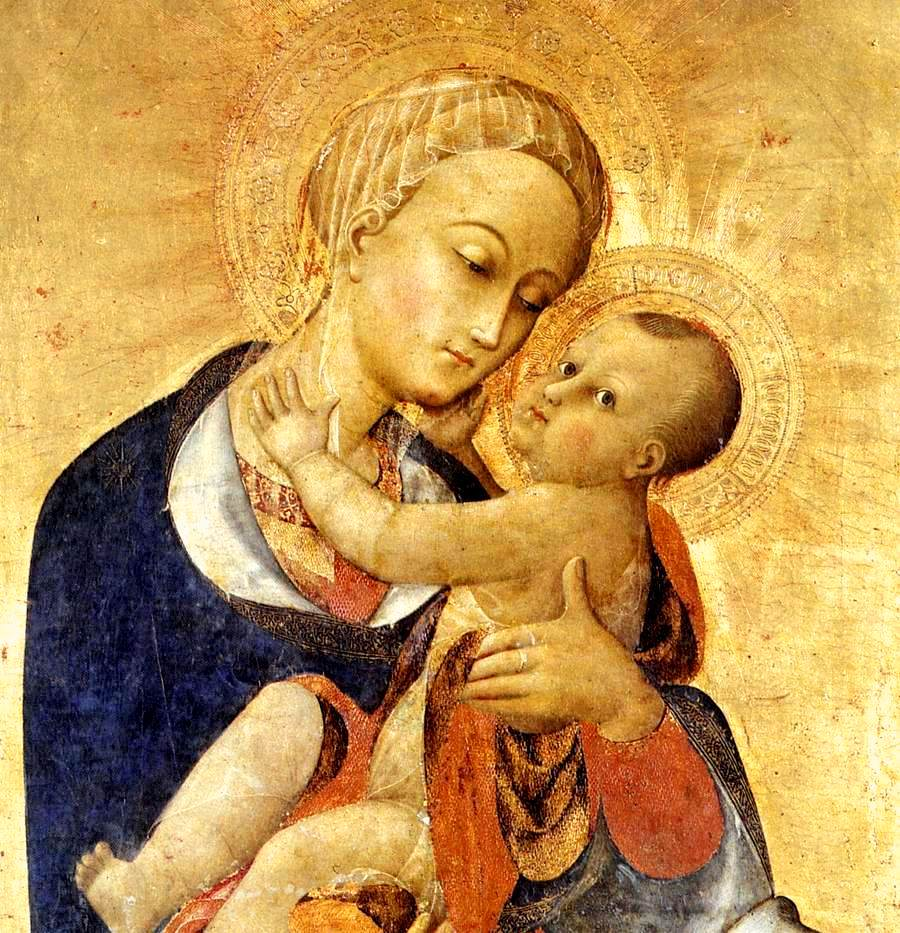
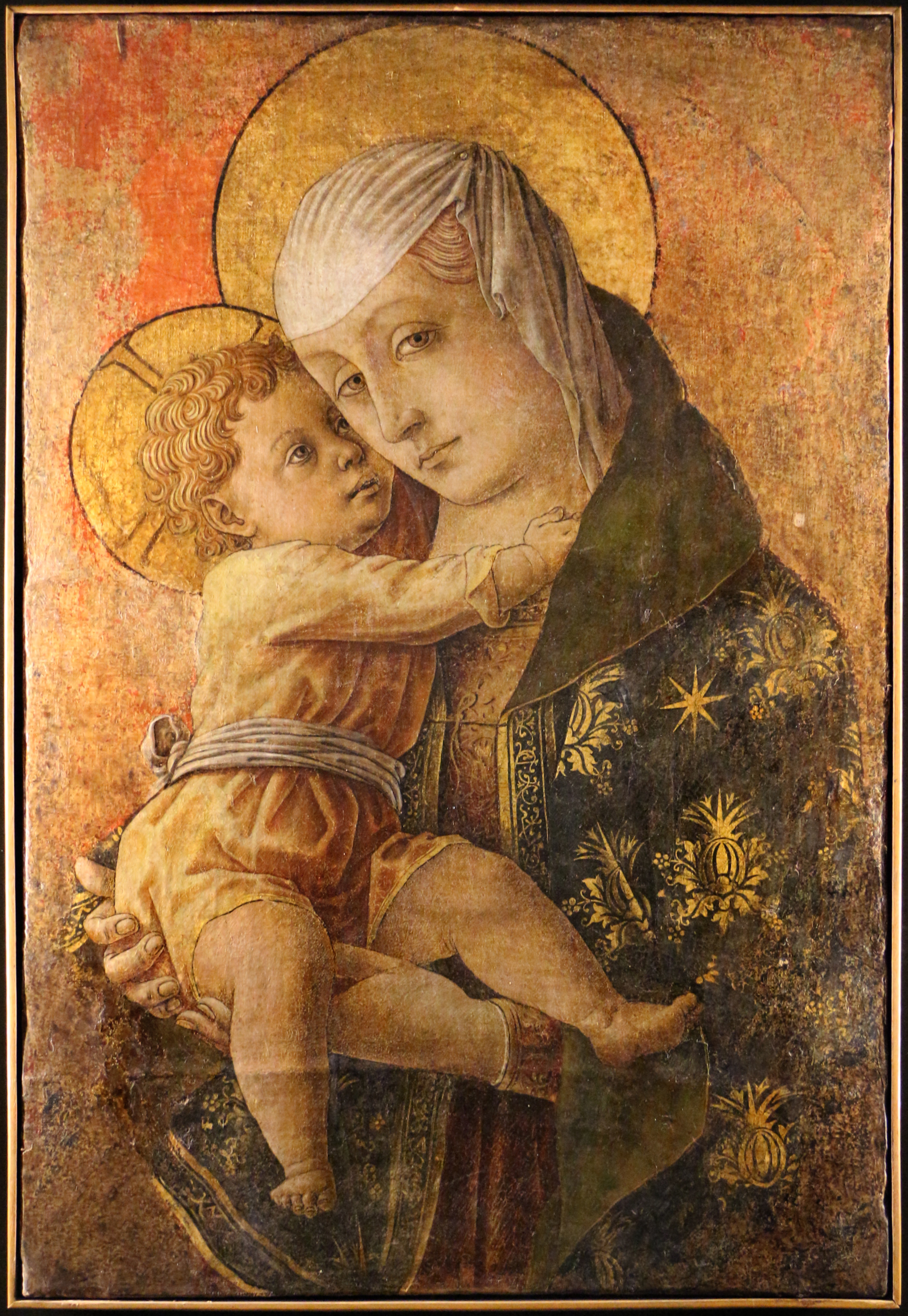
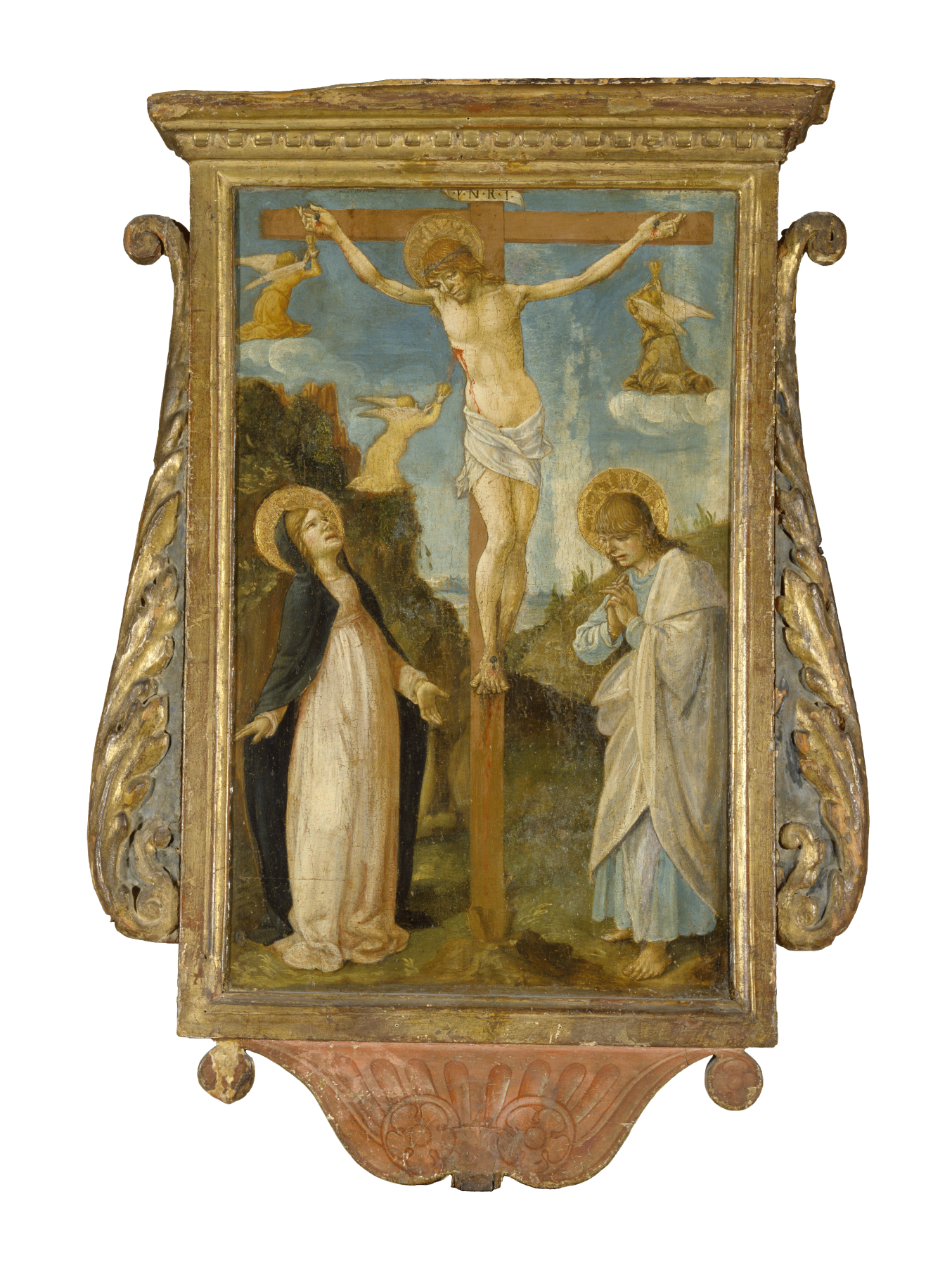
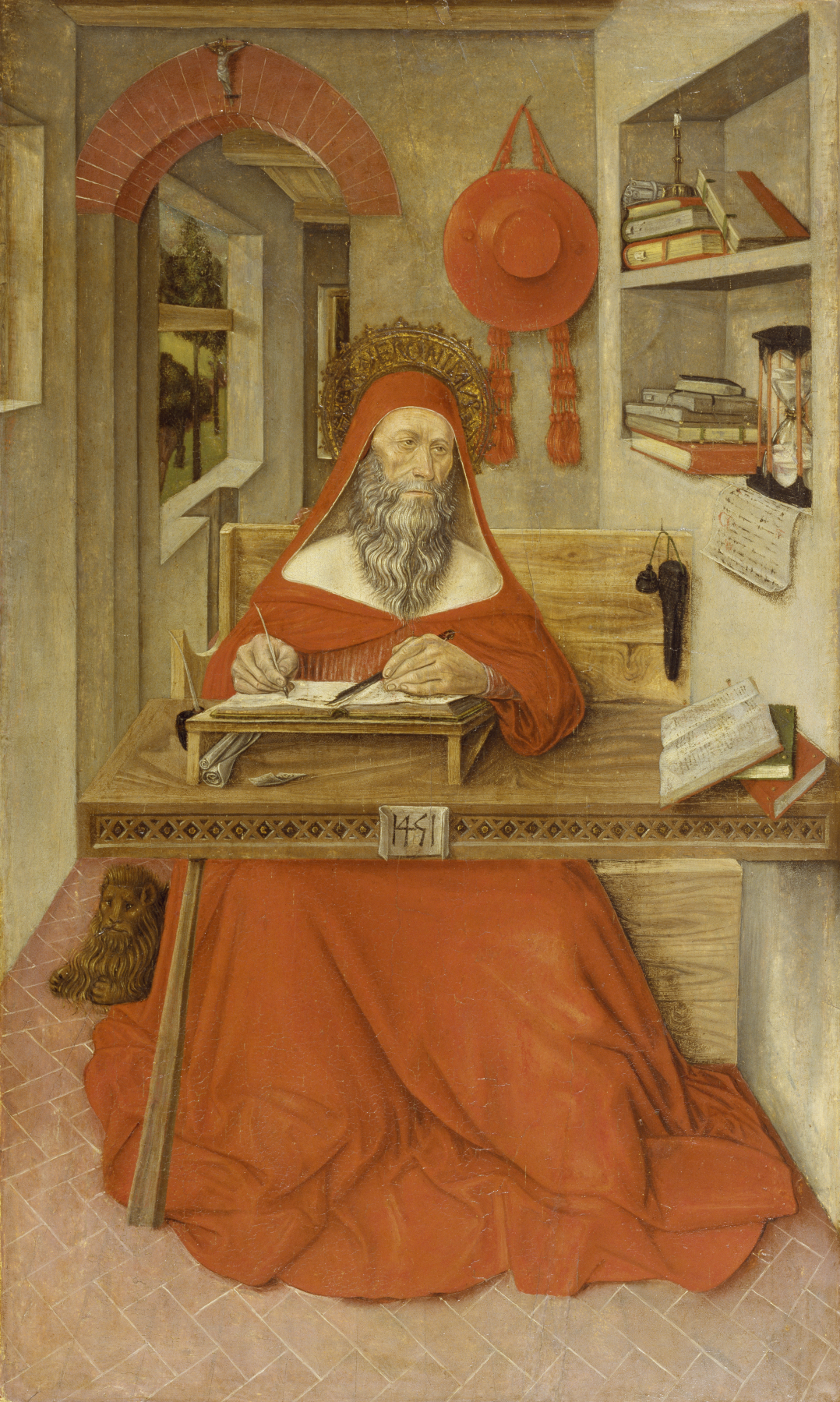
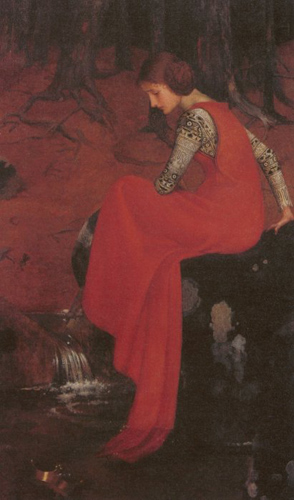